# 패튼 오즈월트
패튼 오즈월트(영어: Patton Oswalt, 1969년 1월 27일 ~ )는 미국의 스탠드업 코미디언, 배우, 영화 각본가이다. 애니메이션 《라따뚜이》(2007)에서 주인공 레미 역 목소리를 담당하였고, 시트콤 《킹 오브 퀸즈》(1998-2007), SF 액션 슈퍼히어로 드라마 《에이전트 오브 쉴드》(2014-20)에 출연했다.

## 출연 작품

### 영화
- 잠망경을 올려라 (1996)
- 맨 온 더 문 (1999)
- 매그놀리아 (1999)
- 쥬랜더 (2001)
- 캘린더 걸스 (2003)
- 택시: 더 맥시멈 (2004)
- 블레이드 3 (2004)
- 스타스키와 허치 (2004)
- 피구의 제왕 (2004)
- 달콤한 백수와 사랑 만들기 (2006)
- 르노 911! - 마이애미 (2007)
- 데드 캠프 2 (2007) - 목소리 출연
- 분노의 핑퐁 (2007)
- 섹스 앤 데스 (2007)
- 옵저브 앤 리포트 (2009)
- 인포먼트 (2009)
- 해롤드와 쿠마의 크리스마스 (2011)
- 영 어덜트 (2011)
- 세상의 끝까지 21일 (2012)
- 오드 토머스 (2013)
- 월터의 상상은 현실이 된다 (2013)
- 22 점프 스트리트 (2014)
- Dude Bro Party Massacre III (2015)
- 프릭스 오브 네이처 (2015)
- 이웃집 스파이 (2016)
- 더 서클 (2017)
- 스탠바이, 웬디 (2017)
- 쏘리 투 보더 유 (2018) - 목소리 출연
- 이터널스 (2021) - 목소리 출연
- 위어드 (2022)
- 에이티 포 브래디 (2023)
- 고스트버스터즈: 오싹한 뉴욕 (2024) - 휴버트 바르츠키 역

### 애니메이션 영화
- 라따뚜이 (2007)
  - 여러분의 친구 생쥐 (2007)
- 뮨: 달의 요정 (2015) - 영어 더빙
- 틴 타이탄 GO! 투 더 무비스 (2018)
- 마이펫의 이중생활 2 (2019)
- 킴 파서블 (2019)
- 스파인 오브 나이트 (2021)

### 텔레비전
- 사인펠드 (1994)
- MADtv (1995-97)
- 킹 오브 퀸즈 (1998-2007)
- 르노 911! (2004-20)
- 리퍼 (2007)
- 돌하우스 (2009)
- 커뮤니티 (2009-10)
- 유나이티드 스테이트 오브 타라 (2009-11)
- 카프리카 (2010)
- 레이징 호프 (2011)
- 번 노티스 (2012)
- 두 남자와 1/2 (2012-13)
- 포틀랜디아 (2013)
- 팍스 앤 레크리에이션 (2013)
- 브루클린 나인-나인 (2013)
- 저스티파이드 (2013-15)
- 골드버그 패밀리 (2013-23) - 목소리 출연
- 모던 패밀리 (2014)
- 드렁크 히스토리 (2014-16)
- 에이전트 오브 쉴드 (2014-20)
- 배틀 크리크 (2015)
- 부통령이 필요해 (2015-19)
- 산타클라리타 다이어트 (2017)
- 제69회 미국 작가 조합상 (2017) - 사회
- 크레이지 엑스 걸프렌드 (2017-18)
- 해피! (2017-19) - 목소리 출연
- 미스터리 과학 극장 3000 (2017-현재)
- 베로니카 마스 (2019)
- 윌 앤 그레이스 (2019-20)
- 더 보이즈 (2020) - 목소리 출연
- 커브 유어 엔수지애즘 (2021)
- 스페이스 포스 (2022)
- 스타트렉: 피카드 (2022) - 목소리 출연
- 샌드맨 (2022) - 목소리 출연

### TV 애니메이션
- 배트맨 비욘드 (2000)
- 킴 파서블 (2003-07)
- 티미의 못말리는 수호천사 (2004)
- 더 배트맨 (2006-07)
- 네모바지 스폰지밥 (2007)
- 아메리칸 대드! (2007-21)
- 퓨처라마 (2011)
- 엽기발랄 오렌지 (2012)
- 밥스 버거스 (2012)
- 심슨 가족 (2012, 2017)
- 괴짜가족 괴담일기 (2014)
- 꼬마의사 맥스터핀스 (2014-17)
- 보잭 홀스맨 (2014-20)
- 릭 앤 모티 (2015)
- 위 베어 베어스: 곰 브라더스 (2015-19)
- 아처 (2016)
- 마이 리틀 포니: 우정은 마법 (2016, 2019)
- 미키마우스 뒤죽박죽 모험 (2017-20)
- 스파이더맨 (2017-20)
- 로봇 치킨 (2018)
- 빅 히어로 시리즈 (2018-21)
- 틴 타이탄 GO! (2019)
- 패밀리 가이 (2021)
- 몰리 맥기와 유령 (2021-22)
- 빅 시티 그린 (2022)